# テレギブ

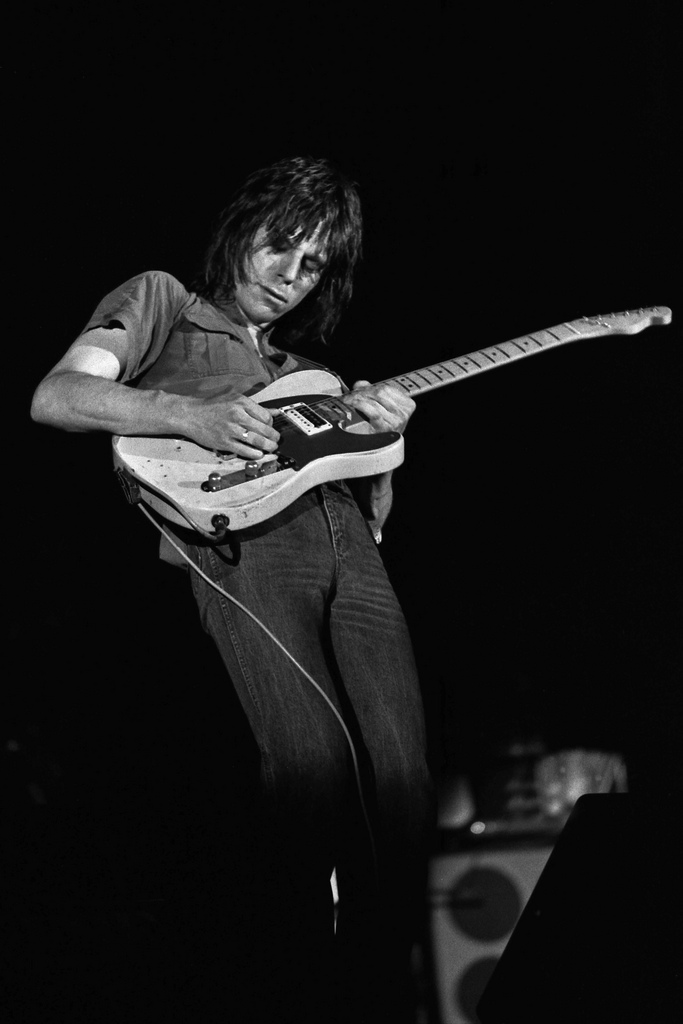
「テレギブ」を弾くジェフ・ベック、1979年

テレギブ (Tele-Gib)とはジェフ・ベックの使用ギターのテレキャスターに、ギブソンのピックアップとフレットに変更改造された個体の通称。セイモア・ダンカンにより改造され、ベックに受け渡された。

## 概要
1974年、ロンドンにあるフェンダー社の修理部門で働いていたダンカンは、自身が所有していた1959年製の壊れたテレキャスターに改造を施すことを思いつく。今では貴重なギブソン社のPAFピックアップを2基搭載しているが、これも使い物にならない状態のフライングV（前所有者はLonnie Mack）から取ったパーツであり、コイルが断線していたため、ダンカン自身がリワインドしたものである。テレキャスター独特のブリッジはハムバッカーを載せるため半分くらいにカットされており、ボディの肘があたる部分は、もともとジェフのエスクワイアのコンターを真似ようとしていたため、削ったままになっている。ピックガードの色は黒、ボディとネックはブロンド。ネックはメイプルで、指板は別のメイプルを貼ったものであり、フレットはギブソン用のもので、通常のフェンダー用より太い。

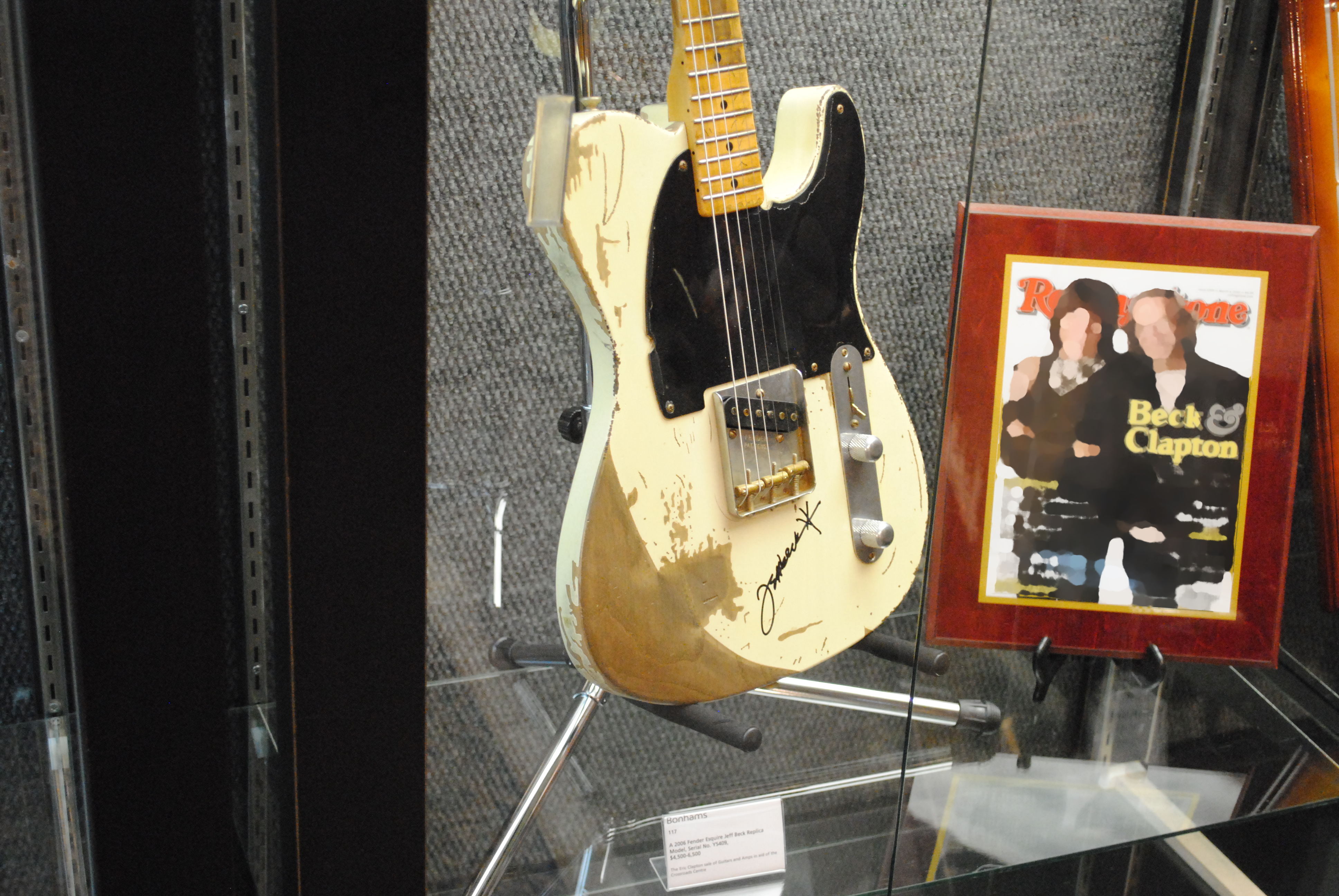
ジェフ・ベックが使用し、現在セイモア・ダンカン所有のエスクワイアのレプリカ

ジェフ・ベックのファンであったダンカンは、近傍のCBS社スタジオ（当時フェンダー社もCBS傘下にあった）でベック・ボガート & アピスの未発表に終ったセカンド・アルバムをレコーディング中であった彼を訪れ、このギターをプレゼントした。ダンカンは見返りを求めていたわけではなかったが、このギターを弾いたベックが気に入り、後に自身の所有する3本のギターから好きなものを選んで交換すると申し出た。ダンカンはベックがヤードバーズ時代から使用していたエスクワイア（ウォーカー・ブラザーズのギタリストから譲り受けたとされる）を選んだ。
「テレギブ」はベックの翌1975年のソロ作、『ブロウ・バイ・ブロウ』収録の『哀しみの恋人達』のレコーディングに使用された。
このギターに用いられたリワインドPAFはのちに「SH-2 Jazz Model」（フロント）、「SH-4 JB Model」（リア）というセットの原型となり、セイモア・ダンカン社の主力商品となったが、当時はベックがレコーディングを終える前に作業を完成させねばならないこともあり、必要な量のワイヤーを手に入れるのに苦労したそうである。2基分はゲージの違うものしか手に入らなかったため、巻き数を多くし、アウトプットを増やすために、細いほうのゲージのものをリア用に使用した。